# ウラジーミルとスーズダリの白亜の建造物群
ウラジーミルとスーズダリの白亜の建造物群（ウラジーミルとスーズダリのはくあのけんぞうぶつぐん）は、ロシア・ヴラジーミル州の古都ウラジーミルおよびスーズダリを中心に点在する聖堂・修道院・城塞など八つの記念碑的建造物群で、大理石で造られ精巧な浮彫が施された白亜の外壁を特徴としている。1992年にユネスコの世界遺産に登録された。

## 歴史
モスクワの北東の一帯（ザリエーシェ地方、Zalesye）はオカ川流域の低地で深い森林が広がっており、古代ルーシの中心であるドニエプル川流域のキエフ大公国および北方のノヴゴロド公国からは隔たった辺境であった。しかしこの地方は河川を通じてヴォルガ川・ドニエプル川・ネヴァ川水系とつながっており東西南北との交易がしやすく、土地も肥沃で、深い森林によりテュルク系の遊牧民族の襲撃から守られていたため、ドニエプル川流域からの住民の移住が相次いだ（スラヴ民族の北東ルーシへの移動）。
12世紀にはロストフやスーズダリを中心にウラジーミル・スーズダリ大公国が確立した。ザリエーシェ地方は中世のルーシの政治および宗教の中心地となり、ロシアという国家の形成に大きな役割を果たしている。木造建築を伝統的に作ってきたルーシにおいて、この時期に白亜の聖堂や修道院などの石造建築が作られるようになった。13世紀半ばのモンゴルのルーシ侵入によりウラジーミルもスーズダリも破壊され、以後モンゴル支配下では長らく石造の聖堂の建設は滞ることになり、またルーシの主導権はモスクワやトヴェリなどの諸公国に、あるいはリトアニア大公国などに移った。しかしモンゴル侵入以前の建築の一部は現在まで各地に残っている。「ウラジーミルとスーズダリの白亜の建造物群」は、ウラジーミル・スーズダリ大公国の全盛期である12世紀から13世紀にかけての宗教建築・要塞建築で、ルーシにおけるビザンティン建築、中世ロシア建築の好例になっている。

## 登録された建築の一覧
- ウラジーミル
  - ウラジーミルの生神女就寝大聖堂（1158年-1160年建築、1185年-1189年に拡張）
  - 黄金の門 (ウラジミール)（英語版）（1158年-1164年に築かれた城門、後年に補修されている）
  - ドミトリエフスキー聖堂（英語版）（1194年-1197年）
- ボゴリュボヴォ
  - アンドレイ・ボゴリュブスキーの居城（1158年-1165年、後年に補修）
  - ネルリの生神女庇護聖堂（1165年）
- スーズダリ
  - スーズダリのクレムリン（英語版）と生神女誕生大聖堂 (スーズダリ)（英語版）（1222年-1225年、16世紀に改修）
  - スパソ・エフフィミエフ修道院（主に16世紀）
- キデクシャ
  - 聖ボリスとグレブ聖堂（英語版）（1152年、後年に改修）

### その他関連する建築
世界遺産に登録はされていないが、ザリエーシェ地方には他にも同じ時期の白亜の聖堂建築が多数ある（黄金の環も参照）。
- ウラジーミルのクニャーギニン女子修道院の聖堂群、およびスーズダリのポクロフスキー修道院の聖堂群　（15世紀・16世紀頃）
- ペレスラヴリ・ザレスキーの救世主顕栄大聖堂　（1152年）
- ユーリエフ・ポリスキーのゲオルギエフスキー聖堂　（1230年-1234年、後年に改修）

## 世界遺産登録基準
この世界遺産は世界遺産登録基準のうち、以下の条件を満たし、登録された（以下の基準は世界遺産センター公表の登録基準からの翻訳、引用である）。
- (1) 人類の創造的才能を表現する傑作。
- (2) ある期間を通じてまたはある文化圏において、建築、技術、記念碑的芸術、都市計画、景観デザインの発展に関し、人類の価値の重要な交流を示すもの。
- (4) 人類の歴史上重要な時代を例証する建築様式、建築物群、技術の集積または景観の優れた例。

## ギャラリー

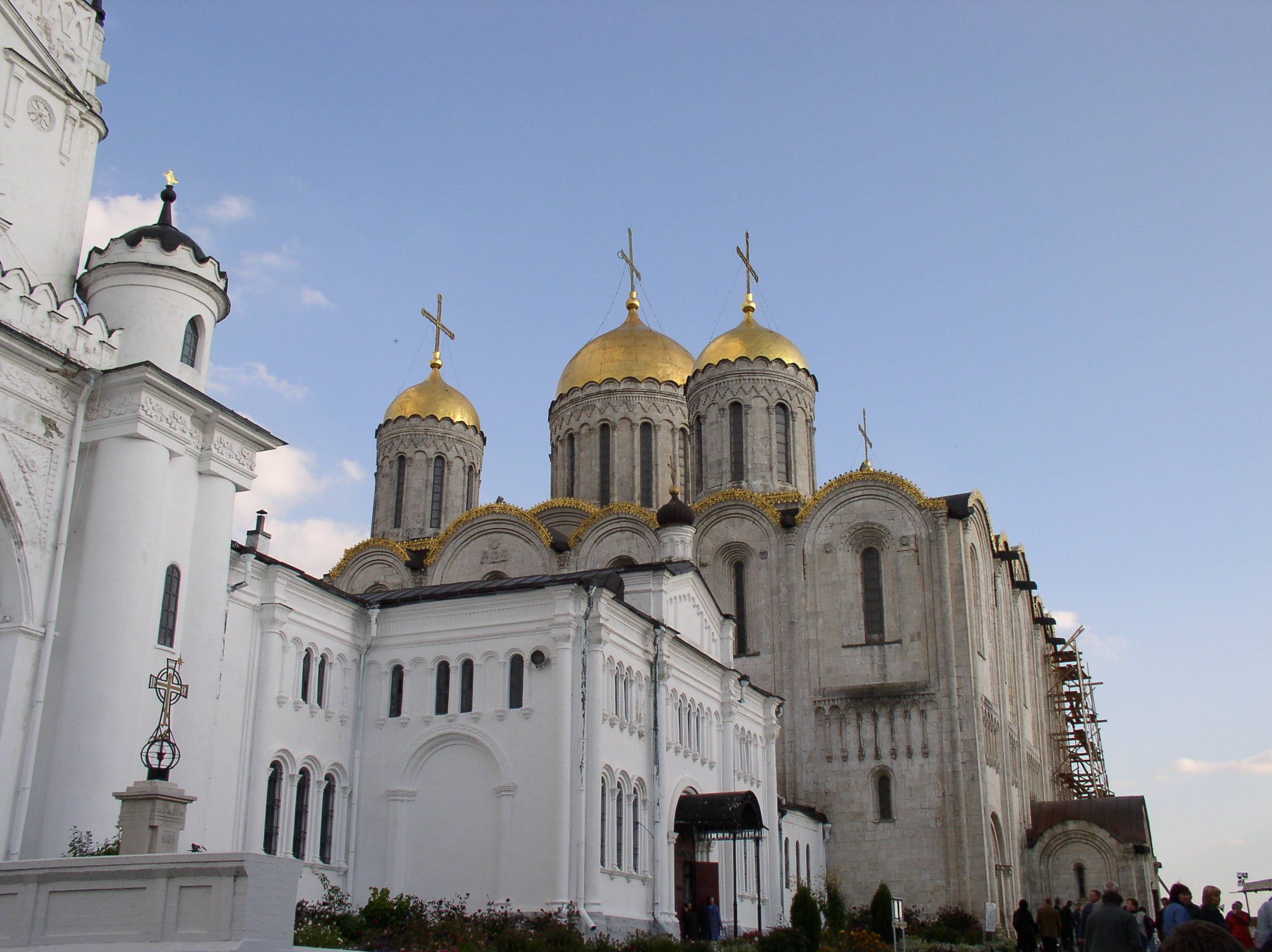
ウラジーミルの生神女就寝大聖堂
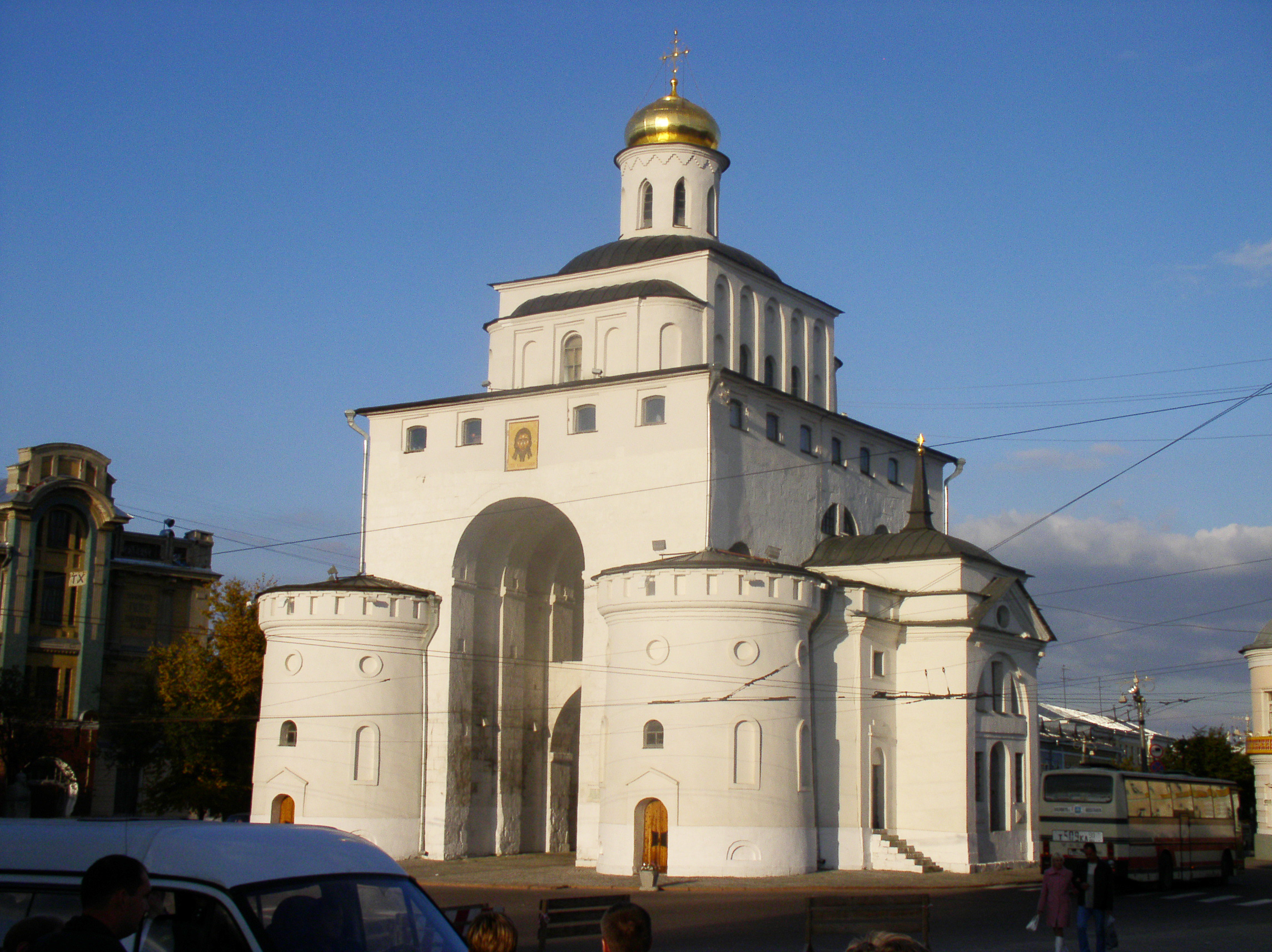
ウラジーミルの黄金の門
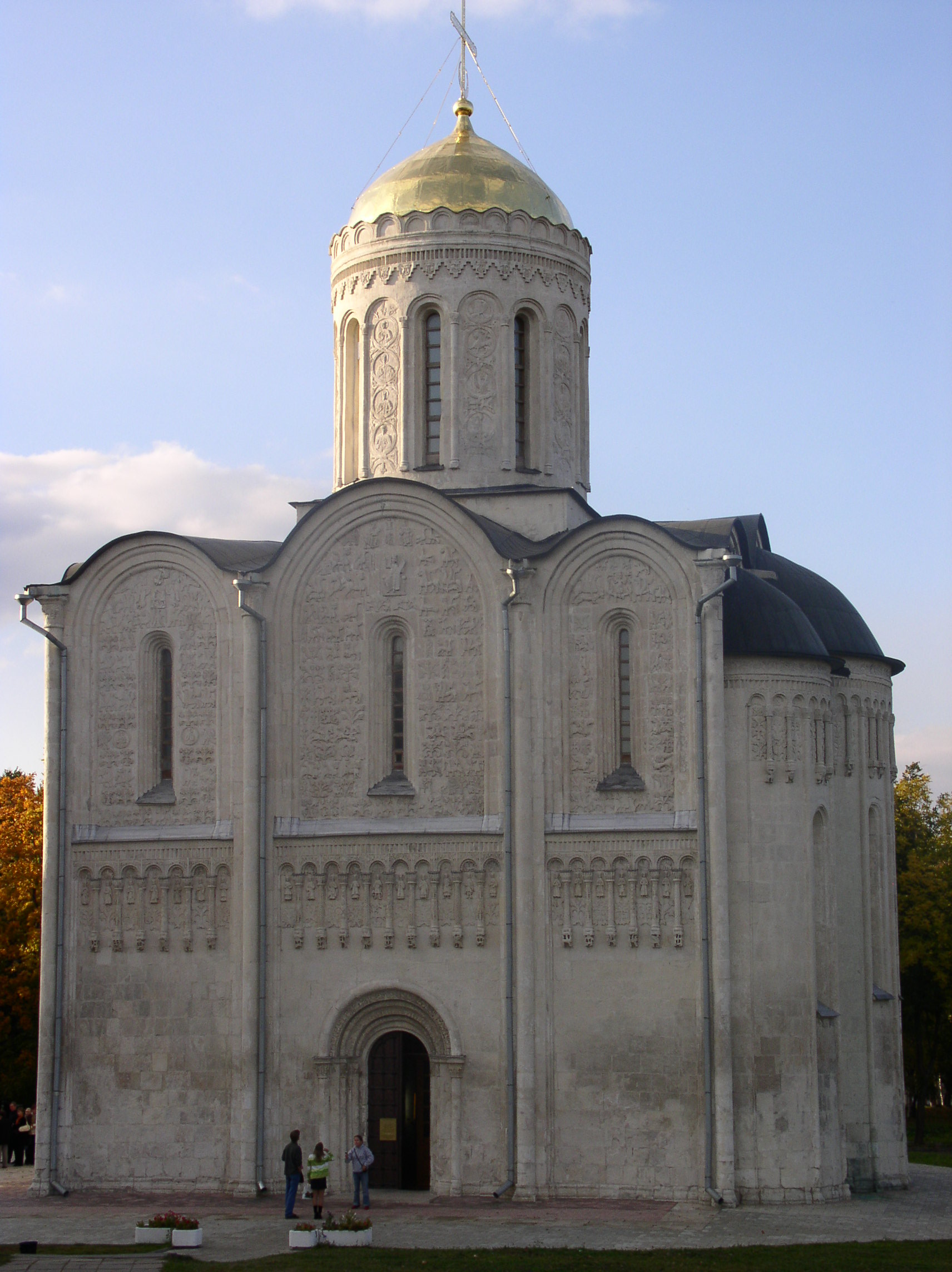
ウラジーミルのドミトリエフスキー聖堂
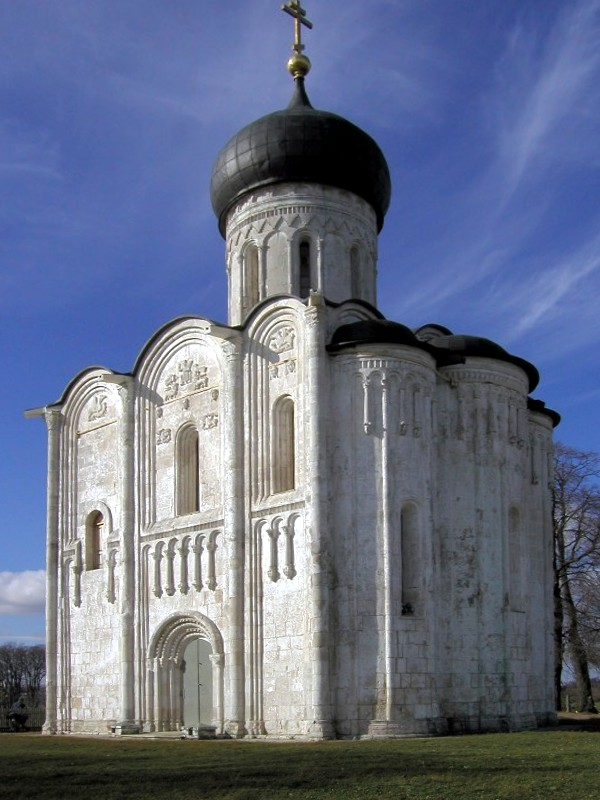
ネルリの生神女庇護聖堂、ボゴリュボヴォ
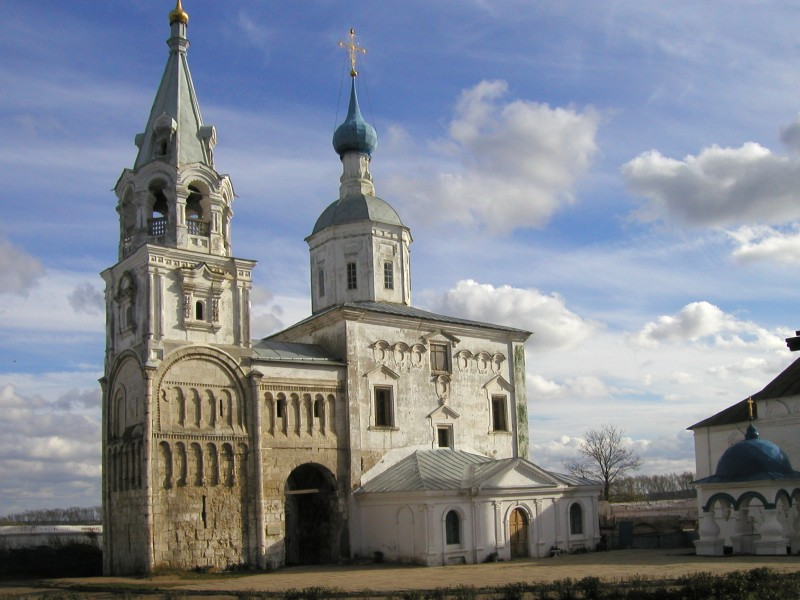
ボゴリュボヴォの生神女誕生大聖堂
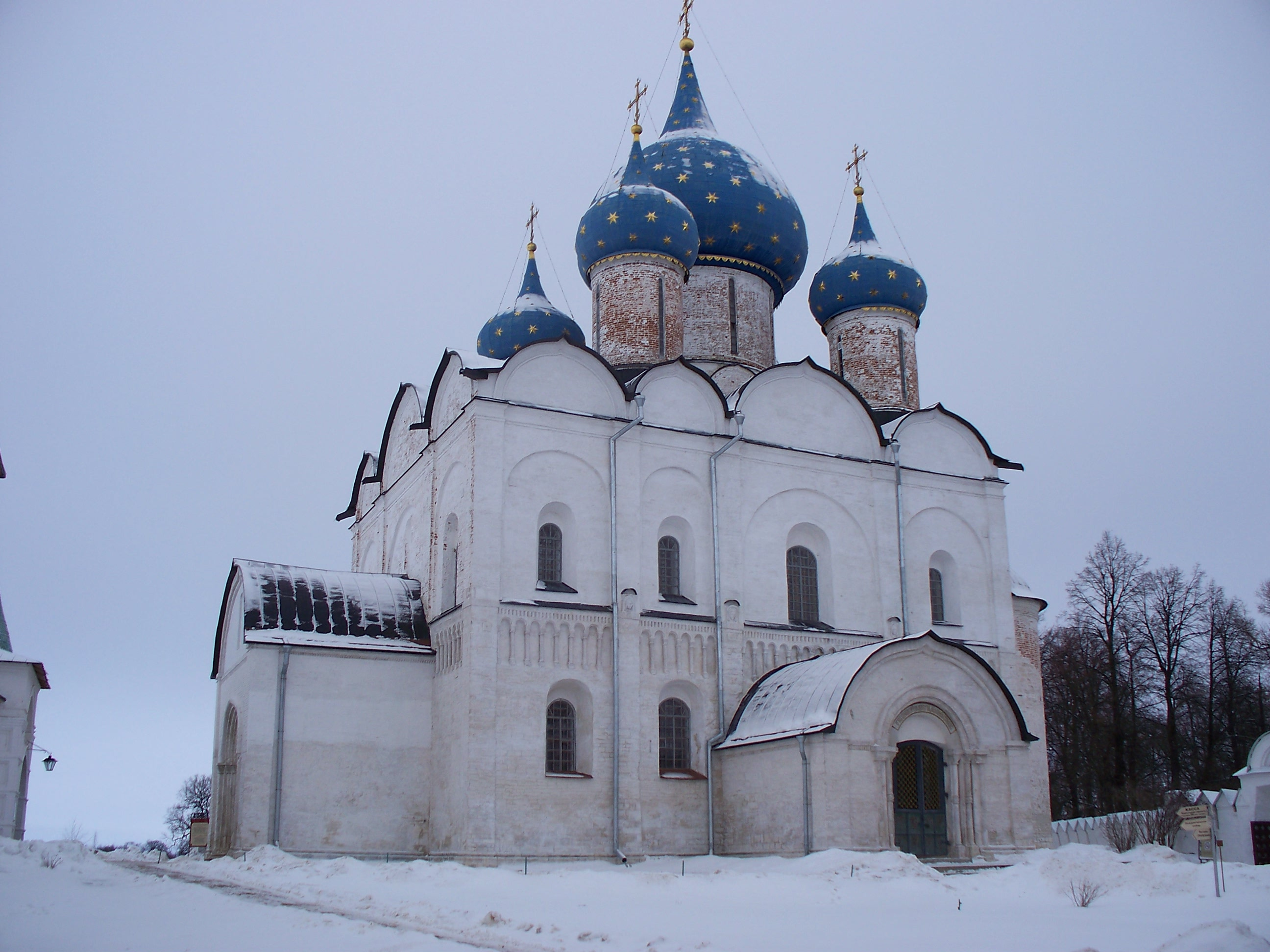
スーズダリの生神女誕生大聖堂
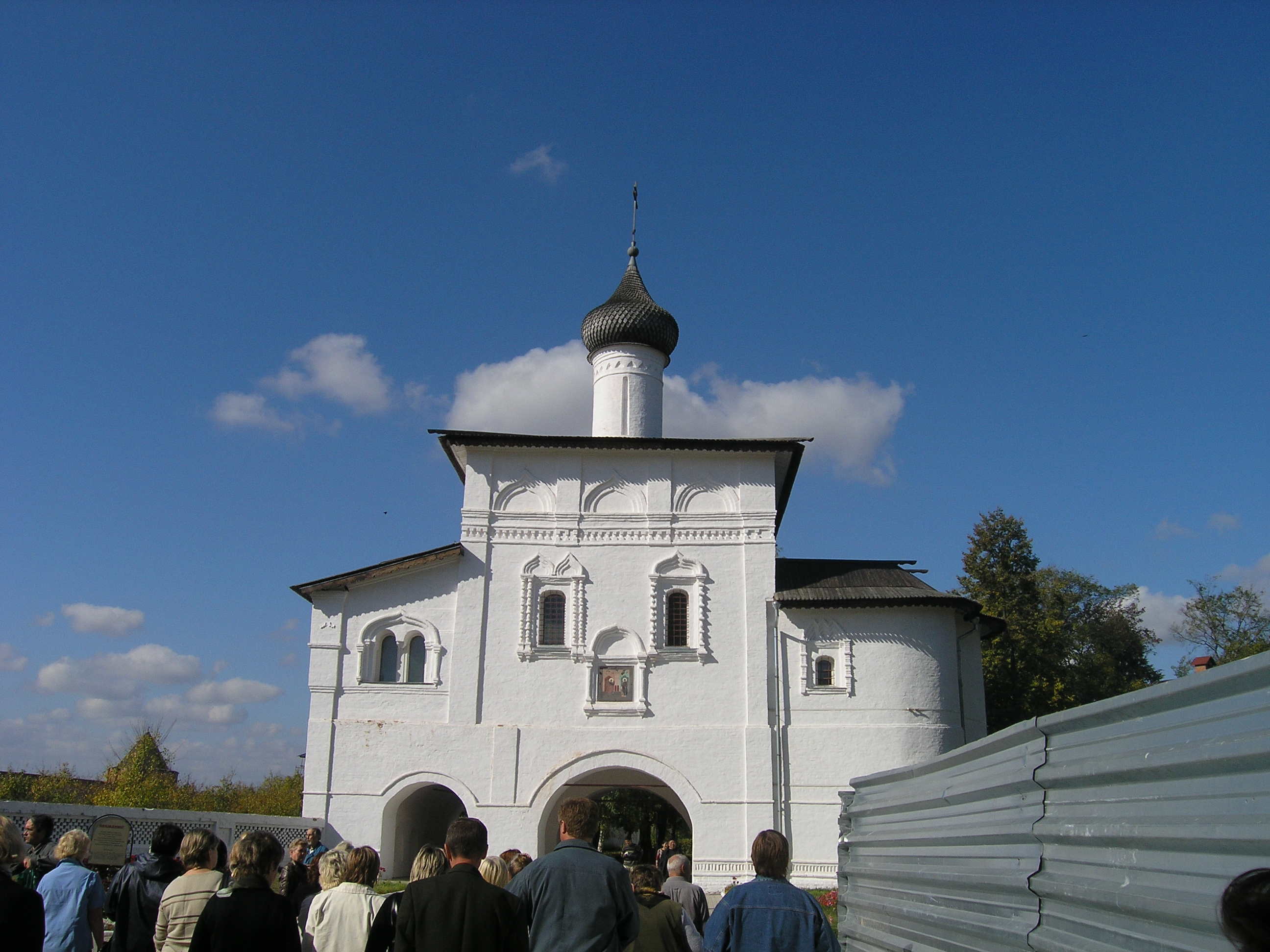
スーズダリのスパソ・エフフィミエフ修道院
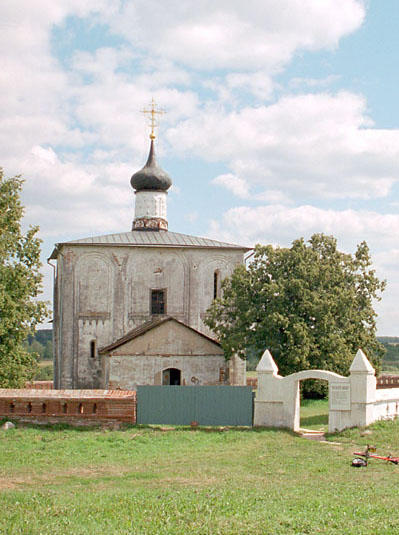
キデクシャの聖ボリスとグレブ聖堂